# Rettungsstation Mariahilf

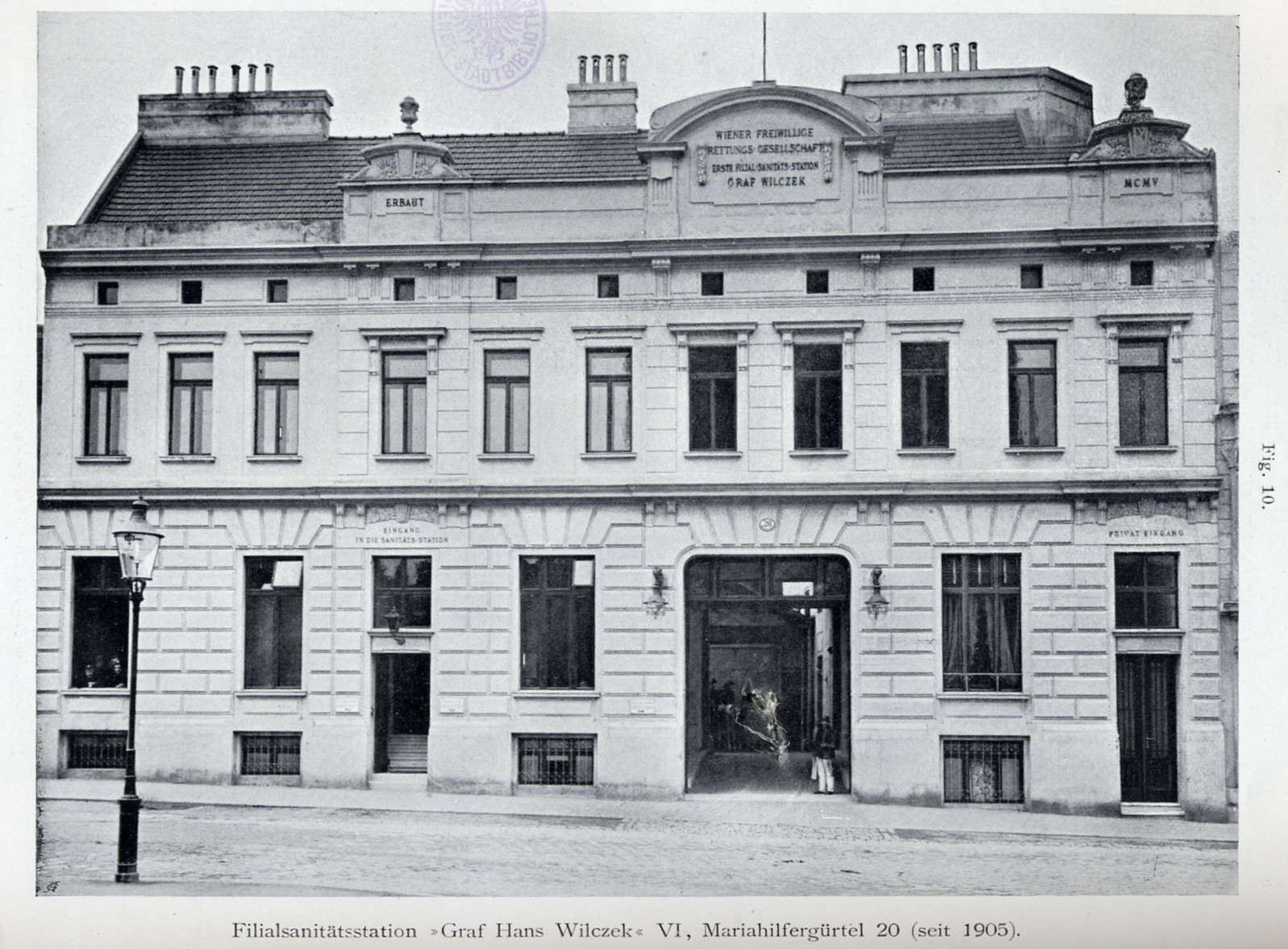
Filialsanitätsstation “Graf Hans Wilczek”, Mariahilfer Gürtel

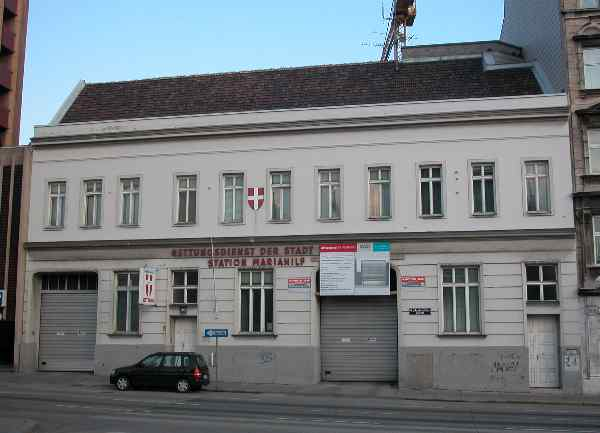
Die ehemalige Rettungsstation Mariahilf

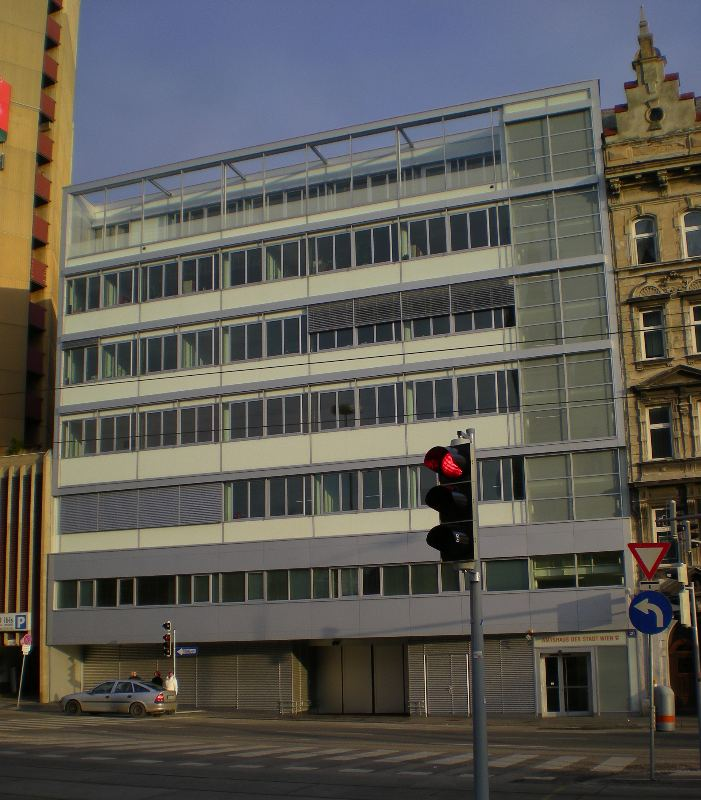
Neubau der Rettungsstation Mariahilf

Die Rettungsstation Mariahilf der Magistratsabteilung MA 70 – Rettungs- und Krankenbeförderungsdienst der Stadt Wien ist neben der Rettungszentrale eine von elf städtischen Rettungsstationen Wiens, zählt zu den meistfrequentiertesten Rettungsstationen Österreichs und liegt auch im europaweiten Vergleich im Spitzenfeld.
Die Rettungsstation Mariahilf in Mariahilf, Mariahilfer Gürtel 20, wurde am 1. Februar 1905 als Graf-Wilczek-Stiftungshaus als erste Filiale der Wiener Freiwilligen Rettungsgesellschaft eröffnet. Gefördert wurde der Bau einerseits durch das Finanzministerium durch ein Entgegenkommen bei der Grundstücksüberlassung sowie durch die an der Errichtung beteiligten Baufirmen, die großzügige Preisnachlässe gewährten. Als Großspender trat Nathaniel Freiherr von Rothschild in Erscheinung.
Ursprünglich versorgte die mit fünf Rettungsautos – von den jeweils zwei ständig im Einsatz waren – ausgestattete Rettungsstation Mariahilf die innerhalb des Gürtels gelegenen Bezirke 5 bis 8, Teile des 10. sowie die Bezirke 12 bis 18. Für das Jahr 1925 nennt die Statistik 15.474 Hilfeleistungen. Derzeit werden ungefähr 250.000 Menschen in Margareten, Mariahilf, Neubau, Josefstadt und Rudolfsheim-Fünfhaus sowie Teile angrenzender Bezirke versorgt. Im Jahr 2008 kam es zu 18.115 Einsätzen.
Da das bestehende Gebäude zwischen Gürtel und Wallgasse gegenüber der Kirche Maria vom Siege den modernen Anforderungen nicht mehr genügt, wurde es bei laufendem Betrieb in zwei Etappen neu gebaut.
In dem am 6. Mai 2009 offiziell eröffneten Neubau, in dem 54 Sanitäter und sechs Notärzte ihren Dienst versehen, wurden in der Einsatzgarage elf Standplätze für Rettungsfahrzeuge errichtet und weitere zehn in der Tiefgarage. Fix stationiert sind derzeit fünf Einsatzfahrzeuge. Darüber hinaus wurden in dem achtgeschoßigen Gebäude Büroräume für die Magistratsabteilung MA 67 – Parkraumbewirtschaftung geschaffen.